# オイゲン・アダム
オイゲン・アダム（Eugen Adam、1817年1月22日 - 1880年6月6日）はドイツの画家である。歴史画や戦争画、風俗画を描いた。

## 略歴
ミュンヘンで生まれた、父親のアルブレヒト・アダム(1786-1862)はバイエルン生まれの戦争画を得意とする画家であり、画家になった4人兄弟の三男である。兄のベンノ・アダム、フランツ・アダムと同じように、父親から絵を学んだ。はじめは父親の多くの作品をリトグラフにする仕事をした。
1848年にイタリアの独立運動の鎮圧に向かったラデツキー将軍の軍隊に父親と兄のフランツ・アダムともに同行してイタリアに旅し、ミラノに1849年から1856年ころまで滞在した。ミュンヘンに戻った後、兄のフランツ・アダムと描いたイタリアの戦争の情景は弟のユリウス・アダムによって版画にされ、出版された。1858年にシュトゥットガルトで創刊された絵入り週刊誌「 Über Land und Meer」に1859年に記事と挿絵を描いた。戦争画だけでなく、イタリアの風俗も描いた。
1870年に普仏戦争が始まると、ドイツ軍とともにパリに向かい、戦闘画面を描いたことでも知られる。ミュンヘンで亡くなった後、200点以上の普仏戦争時のスケッチはバイエルン政府に買い上げられた。